# 채식주의자 (소설)
《채식주의자》(菜食主義者)는 한강이 집필한 대한민국의 소설 작품이다. 2007년 10월 30일 창비에서 한국어판이 출간되었으며, 2015년 1월 1일에 데버라 스미스가 번역한 영어판이 포르토벨로 북스에서 출간되었다. 2016년 5월 16일에 맨부커 국제상을 수상하였다. 서울을 배경으로 하여, 고기를 먹지 않겠다는 결심이 자신의 모든 존재를 지워버린 영혜라는 인물에 대한 이야기이다. 한편 이 작품을 원작으로 한 동명의 영화가 2010년에 개봉하였다.

## 줄거리

### 채식주의자
안정된 가정의 주부로 남편을 내조하며 평범한 삶을 살아 온 주인공 영혜는, 어느 날 피를 뚝뚝 흘리며 생고기를 먹는 꿈을 꾸고 난 뒤 채식을 선언하고 나날이 야위어 간다. 그녀의 남편과 가족들은 그녀를 이해하려 하는 대신 채식을 멈추길 강요하며 갈등을 겪는다. 급기야 월남 파병 군인 출신의 가부장적인 아버지가 그녀의 입에 억지로 고기를 밀어 넣자, 그녀는 가족들 앞에서 칼로 자신의 손목을 긋는다. 

### 몽고반점
비디오 아티스트인 민호(영혜의 형부)는 영혜의 엉덩이에 꽃잎 모양의 몽골 반점이 있다는 아내(인혜)의 얘기를 듣자 강렬한 예술적 영감을 느낀다. 아내 몰래 처제의 동의를 얻어 내고 그녀의 나신에 꽃을 그리며 그 과정을 촬영한다. 만족과 함께 아쉬움을 느낀 민호는 후배 아티스트를 남성 모델로 섭외하여 두 사람의 몸에 꽃을 그리고 그들의 육체적 교감을 촬영하지만, 실제로 성기를 삽입하라는 민호의 요구에 당혹감을 느낀 남성 모델의 거부로 중단된다. 민호는 작업을 완성하고 싶은 욕망과 몽고반점으로부터 커진 성적 욕망에 휩싸인 채 옛 연인을 찾아가 자신의 몸에 꽃을 그린 후 스스로 영혜와 몸을 섞으며 촬영한다. 다음 날 아침 동생이 걱정되어 찾아 온 인혜는 캠코더에 담긴 영상과 나체로 잠든 그들을 발견하고 충격에 빠진 채 신고한다. 신고를 받고 달려드는 사람들과 구경하는 사람들의 소란 속에서 영혜는 꽃이 그려진 나신으로 햇살이 비쳐드는 베란다로 향하고, 민호는  뛰어내려 모든 걸 끝내고 싶은 욕망 속에서도 영혜를 바라보며 못박힌 듯 서 있었다. 

### 나무 불꽃
비디오 촬영 사건(?) 이후 인혜는 남편과 헤어져 혼자 아들을 키우며 정신과 치료를 받는 동생 영혜를 돌본다.  상태가 악화된 영혜는 산 속에 있는 정신병원에 입원하지만 신경성 식욕 부진증과 정신 분열증은 날로 깊어지며 자신을 식물로 여긴다.  어느 날 병원을 탈출한 인혜는 "자신이 반짝이는 나무 중 하나인 것처럼 비에 젖어 있는" 채 숲에 서 있다가 구출된다. 는 것이 발견된다. 음식 섭취를 완강하게 거부하는 영혜는 진정제를 투여하겠다는 간호사를 물어뜯기에 이른다. 인혜는 영혜를 다른 병원으로 옮기는 구급차 안에서 지나치는 나무들을 바라본다.

## 역사
3편의 단편소설로 구성되어 있으며 1편인 채식주의자는 《창작과비평》 2004년 여름호에, 2편인 몽고반점은 《문학과사회》 2004년 가을호에, 3편인 나무불꽃은 《문학 판》 2005년 겨울호에 처음 발표되었다.

## 평가
이 책은 주인공이 문자 그대로 식물로 변하는, 한강의 또 다른 단편인 〈내 여자의 열매〉에서 영감을 받았다. 작가 로라 밀러(Laura Miller)는 잡지 《슬레이트》(Slate)에서 한강의 단순한 서술 스타일을 일본의 작가 무라카미 하루키와 비교하였다. 밀러는 동의하지 않았으나 《인디펜던트》(The Independent)는 이 작품을 "사회적 반항"이라고 평하였다. 《뉴욕 타임즈》는 이 작품은 계몽적인 분위기로 마무리되는 전형적인 채식주의 작품들과는 다르다고 평가하며, 이 작품을 남아프리카 공화국 출생의 오스트레일리아 작가 케리드웬 더비(Ceridwen Dovey)의 소설 《블러드 킨》(Blood Kin), 미국의 작가 허먼 멜빌의 단편 《필경사 바틀비》(Bartleby, the Scrivener), 이란의 작가 사데크 헤다야트의 공포 소설 《눈먼 부엉이》(بوف کور,), 〈단식 예술가〉("Ein Hungerkünstler")와 같은 독일어 작가 프란츠 카프카의 여러 작품들과 비교하였다.  맨부커상 선정 위원회는 이 작품을 "불안하고 난감하면서도 아름다운 작품  《채식주의자》는 현대 한국에 관한 소설이자 수치와 욕망, 그리고 타인을 이해하고자 하는, 갇힌 한 육체가 다른 갇힌 육체를 이해하려는 우리 모두의 불안정한 시도들에 관한 소설"이라고 평가하였다.

## 논란
한국 문학평론가들과 번역 전문가들 사이에서 영문판의 번역에 오류가 많아 원작을 훼손하는 측면이 있다는 지적이 있고 60개 오역을 수정한 바 있다

## 단행본

### 한국어판
- 《채식주의자》, 창비, 2007년 10월 30일, ISBN 9788936433598

### 영어판
- 데보라 스미스 역, 《더 베저테리언》(The Vegetarian), 포르토벨로 북스, 2015년 1월 1일, ISBN 9781846275623

### 이탈리아어판
- Milena Zemira Ciccimarra 역, 《라 베제타리아나》("La vegetariana"), Fabula, 2016년. ISBN 9788845931215

## 영화
- 《채식주의자》, 2010년 2월 18일 개봉.

## 수상
- 이상문학상 2005년 수상.
- 맨부커 국제상, 2016년 5월 16일 수상.